# Xiuzhen He
Xiuzhen He (kinesiska: 绣针河) är ett vattendrag i Kina. Det ligger i den östra delen av landet, 600 km söder om huvudstaden Peking.